# Lista de estádios europeus por capacidade
Este artigo lista os maiores estádios do continente europeu de acordo com sua capacidade total. A lista inclui estádios com capacidade total superior a 30 000 espectadores (mínimo exigível para receber fases finais das competições europeias e internacionais), considerando não somente estádios de futebol, mas também estádios desportivos que utilizam o retângulo do jogo. Embora desatualizada aqui está uma lista de alguns dos estádios de Categoria 4 da UEFA.
Ver também outros estádios:
- Lista dos maiores estádios de futebol do mundo

## Lista dos maiores estádios europeus
| #  | Estádio                         | Capacidade total            | Cidade          | País          | Inauguração | Remodelação | Equipe mandante                   |
| -- | ------------------------------- | --------------------------- | --------------- | ------------- | ----------- | ----------- | --------------------------------- |
| 1  | Camp Nou                        | 99 354                      | Barcelona       | Espanha       | 1957        | –           | FC Barcelona                      |
| 2  | Estádio de Wembley              | 90 000                      | Londres         | Inglaterra    | 2007        | –           | Seleção Inglesa                   |
| 3  | Estádio Santiago Bernabéu       | 83 186                      | Madrid          | Espanha       | 1947        | 2023        | Real Madrid CF                    |
| 4  | Croke Park                      | 82 300                      | Dublin          | Irlanda       | 1884        | 2004        | Associação Atlética Gaélica       |
| 5  | Estádio de Twickenham           | 82 000                      | Twickenham      | Inglaterra    | 1909        | 2018        | Seleção Inglesa de Rugby Union    |
| 6  | Signal Iduna Park               | 81 365 (LIGA) 66 099 (UEFA) | Dortmund        | Alemanha      | 1974        | 2006        | Borussia Dortmund                 |
| 7  | Stade de France                 | 81 338                      | Saint-Denis     | França        | 1998        | –           | Seleção Francesa de Futebol       |
| 8  | Estádio Luzhniki                | 81 000                      | Moscovo         | Rússia        | 1956        | 2017        | Seleção Russa                     |
| 9  | San Siro                        | 80 018 (LIGA) 75 817 (UEFA) | Milão           | Itália        | 1927        | 1990        | AC Milan FC Internazionale Milano |
| 10 | Estádio Olímpico Atatürk        | 75 145                      | Istambul        | Turquia       | 2002        | 2020        | Seleção Turca de Futebol          |
| 11 | Allianz Arena                   | 75 024 (LIGA) 70 000 (UEFA) | Munique         | Alemanha      | 2005        | –           | FC Bayern München                 |
| 12 | Olympiastadion                  | 74 245                      | Berlim          | Alemanha      | 1936        | 2004        | Hertha BSC                        |
| 13 | Old Trafford                    | 74 310                      | Manchester      | Inglaterra    | 1910        | 2006        | Manchester United FC              |
| 14 | Millennium Stadium              | 73 931                      | Cardiff         | País de Gales | 1999        | –           | Seleção Galesa de Rugby           |
| 15 | Stadio Olimpico                 | 72 698                      | Roma            | Itália        | 1953        | 2008        | SS Lazio AS Roma                  |
| 16 | Wanda Metropolitano             | 70 460                      | Madrid          | Espanha       | 1994        | 2017        | Club Atlético de Madrid           |
| 17 | Estádio Olímpico de Kiev        | 70 050                      | Kiev            | Ucrânia       | 1923        | 2011        | Seleção Ucraniana FC Dynamo Kyiv  |
| 18 | Estádio Olímpico de La Cartuja  | 70 000                      | Sevilha         | Espanha       | 1999        | –           | Seleção Espanhola de Futebol      |
| 19 | Estádio Olímpico de Baku        | 69 870                      | Baku            | Azerbaijão    | 2015        | –           | Seleção Azeri Qarabağ FK          |
| 20 | Estádio Spyros Louis            | 69 618                      | Atenas          | Grécia        | 1982        | 2004        | AEK Athens FC                     |
| 21 | Olympiastadion Munique          | 69 250                      | Munique         | Alemanha      | 1972        | –           | TSV 1860 München                  |
| 22 | Gazprom Arena                   | 68 134                      | São Petersburgo | Rússia        | 2015        | –           | FC Zenit                          |
| 23 | Estádio da Luz                  | 68 100                      | Lisboa          | Portugal      | 2003        | –           | SL Benfica                        |
| 24 | Stade Vélodrome                 | 67 394                      | Marselha        | França        | 1937        | 2014        | Olympique de Marseille            |
| 25 | Puskás Arena                    | 67 155                      | Budapeste       | Hungria       | 2019        | –           | Federação Húngara de Futebol      |
| 26 | Murrayfield Stadium             | 67 144                      | Edimburgo       | Escócia       | 1892        | 2004        | Seleção Escocesa de Rugby Union   |
| 27 | Tottenham Hotspur Stadium       | 62 850                      | Londres         | Inglaterra    | 2019        | –           | Tottenham Hotspur FC              |
| 28 | Estádio Olímpico de Londres     | 62 500                      | Londres         | Inglaterra    | 2011        | –           | West Ham United FC                |
| 29 | Veltins Arena                   | 62 271 (LIGA) 54 740 (UEFA) | Gelsenkirchen   | Alemanha      | 2001        | –           | FC Schalke 04                     |
| 30 | Anfield                         | 61 276                      | Liverpool       | Inglaterra    | 1884        | 2024        | Liverpool FC                      |
| 31 | Celtic Park                     | 60 832                      | Glasgow         | Escócia       | 1892        | 2004        | Celtic FC                         |
| 32 | Estádio Benito Villamarín       | 60 721                      | Sevilha         | Espanha       | 1929        | 2017        | Real Betis Balompié               |
| 33 | Emirates Stadium                | 60 704                      | Londres         | Inglaterra    | 2006        | –           | Arsenal FC                        |
| 34 | MHPArena                        | 60 058 (LIGA) 54 812 (UEFA) | Estugarda       | Alemanha      | 1933        | 2005        | VfB Stuttgart                     |
| 35 | Estádio Olímpico Lluís Companys | 60 000 (LIGA) 49 472 (UEFA) | Barcelona       | Espanha       | 1929        | 2007        | sem equipa permanente             |
| 36 | Parc Olympique Lyonnais         | 59 186                      | Lyon            | França        | 2016        | –           | Olympique Lyonnais                |
| 37 | Estádio Nacional de Varsóvia    | 58 580                      | Varsóvia        | Polónia       | 2012        | –           | Seleção Polonesa de Futebol       |
| 38 | Estádio San Nicola              | 58 270                      | Bari            | Itália        | 1990        | 2023        | SSC Bari                          |

## Galeria dos estádios mais emblemáticos

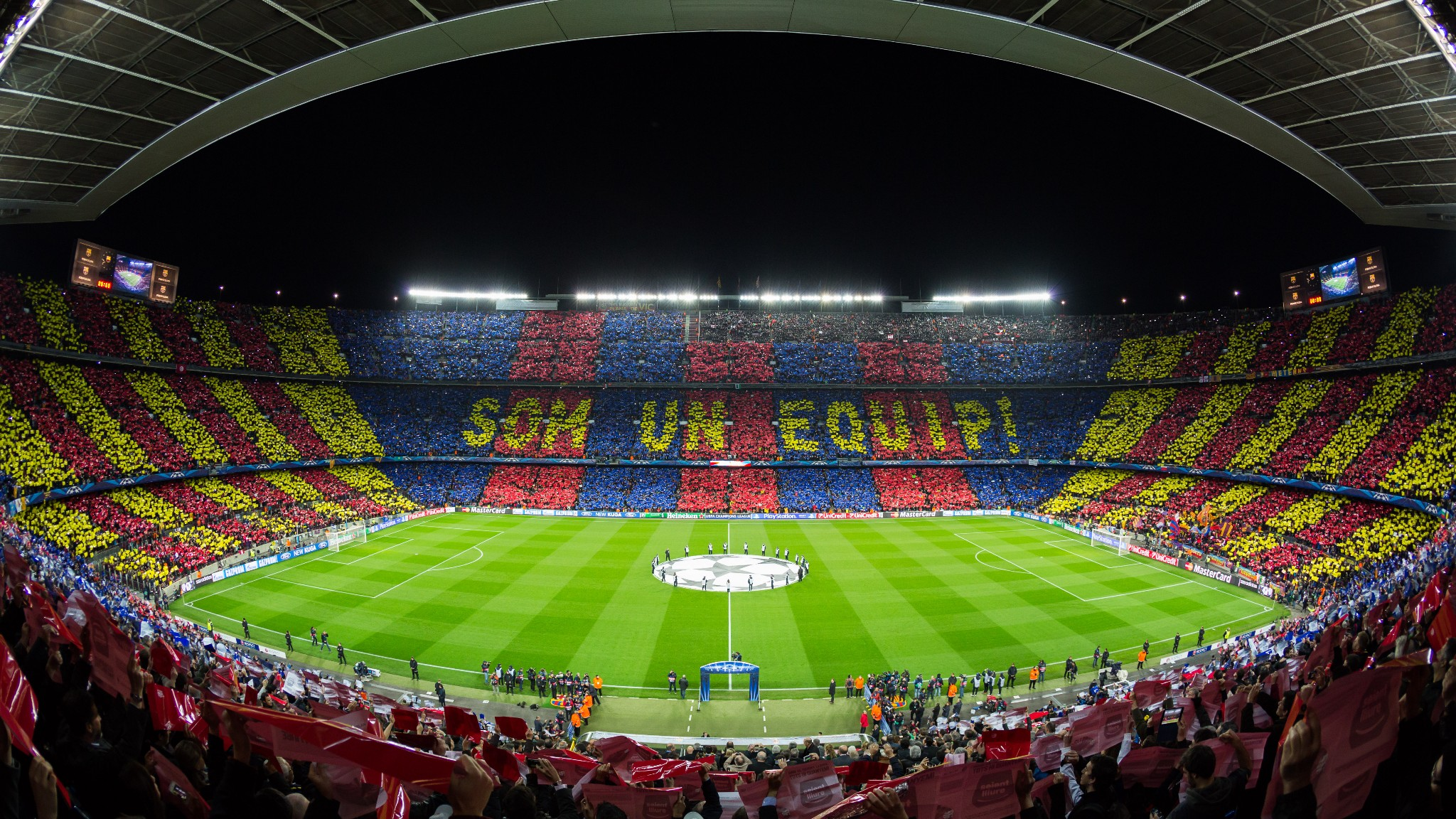
Camp Nou, Barcelona
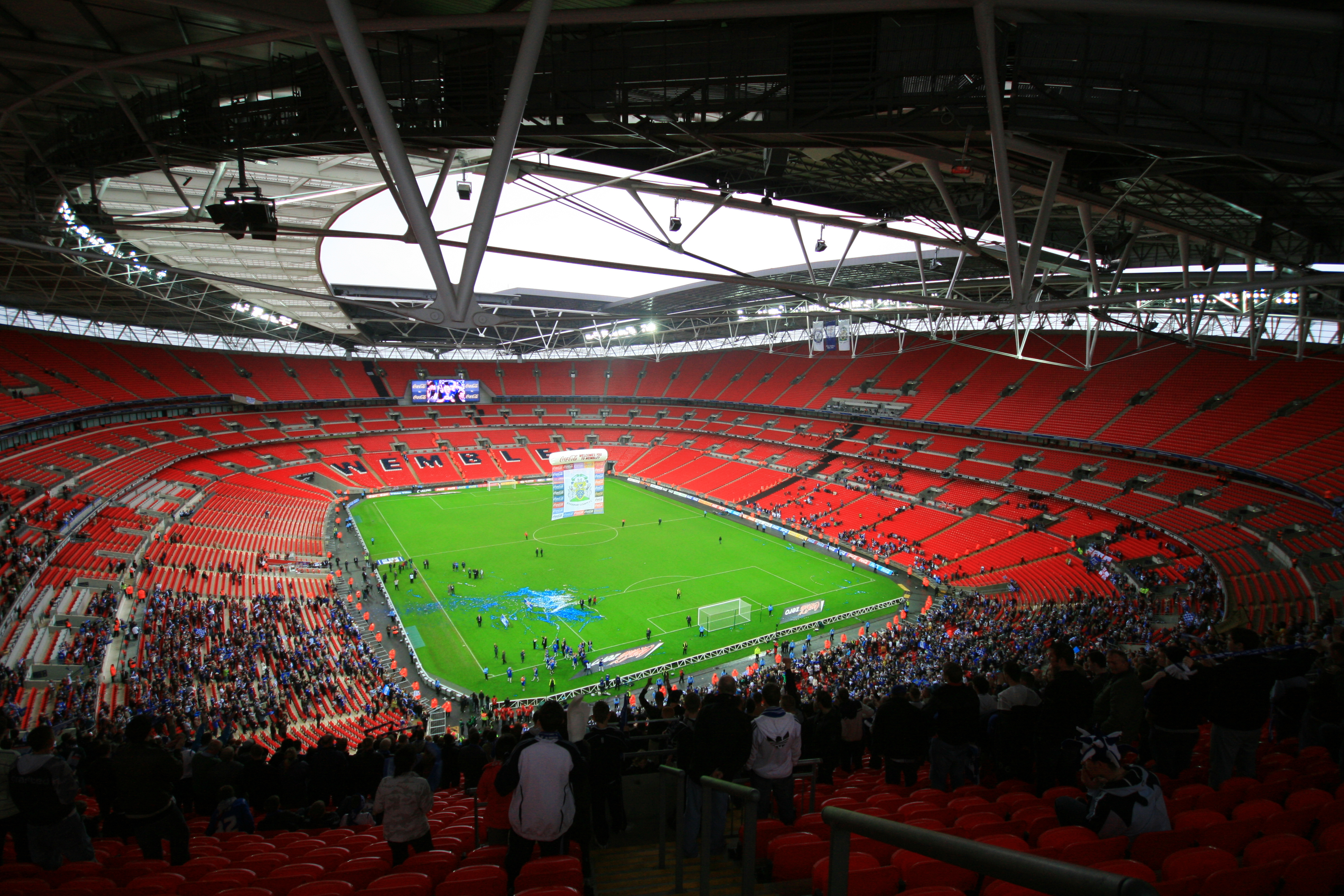
Estádio de Wembley, Londres
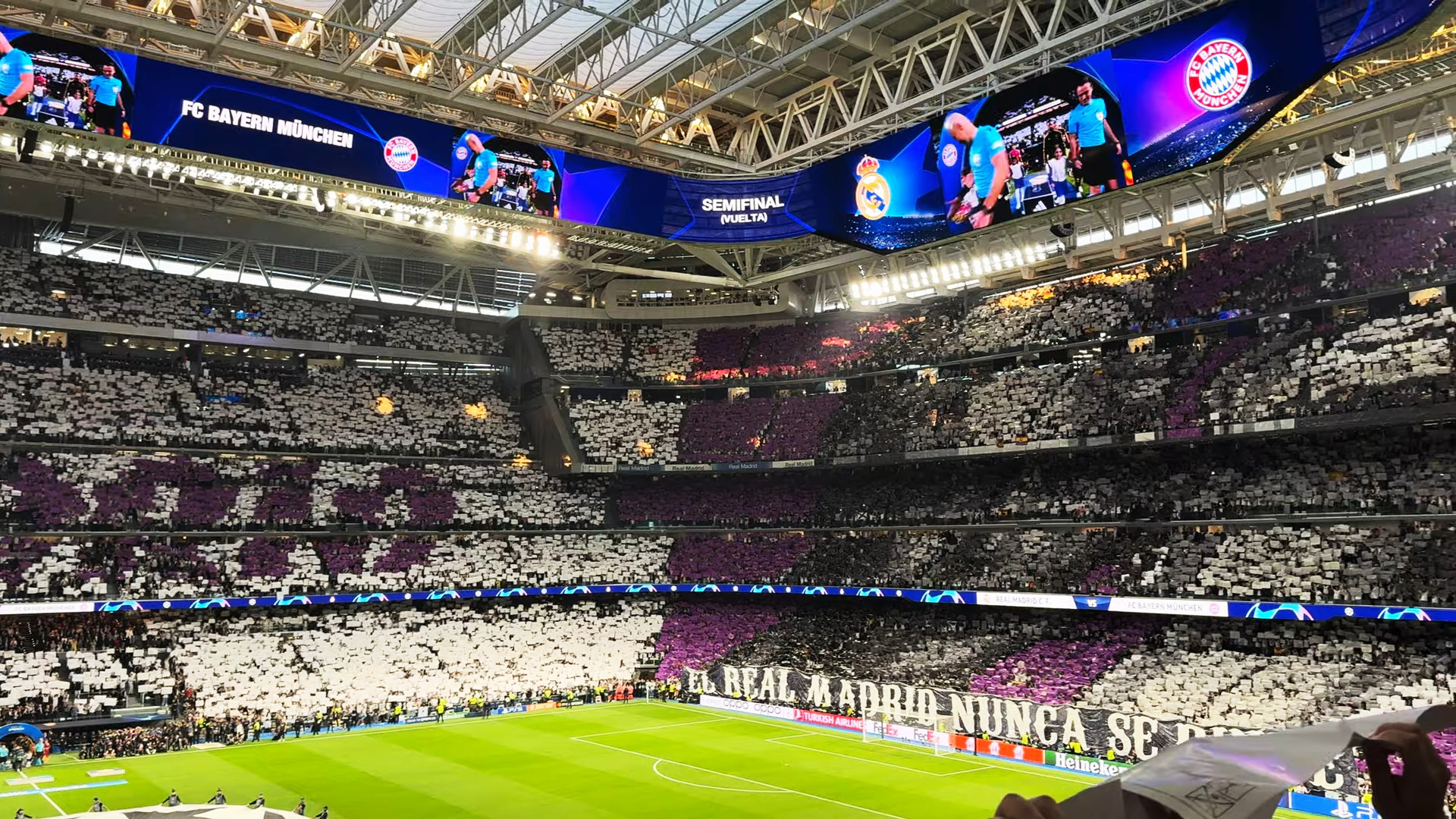
Estádio Santiago Bernabéu, Madrid
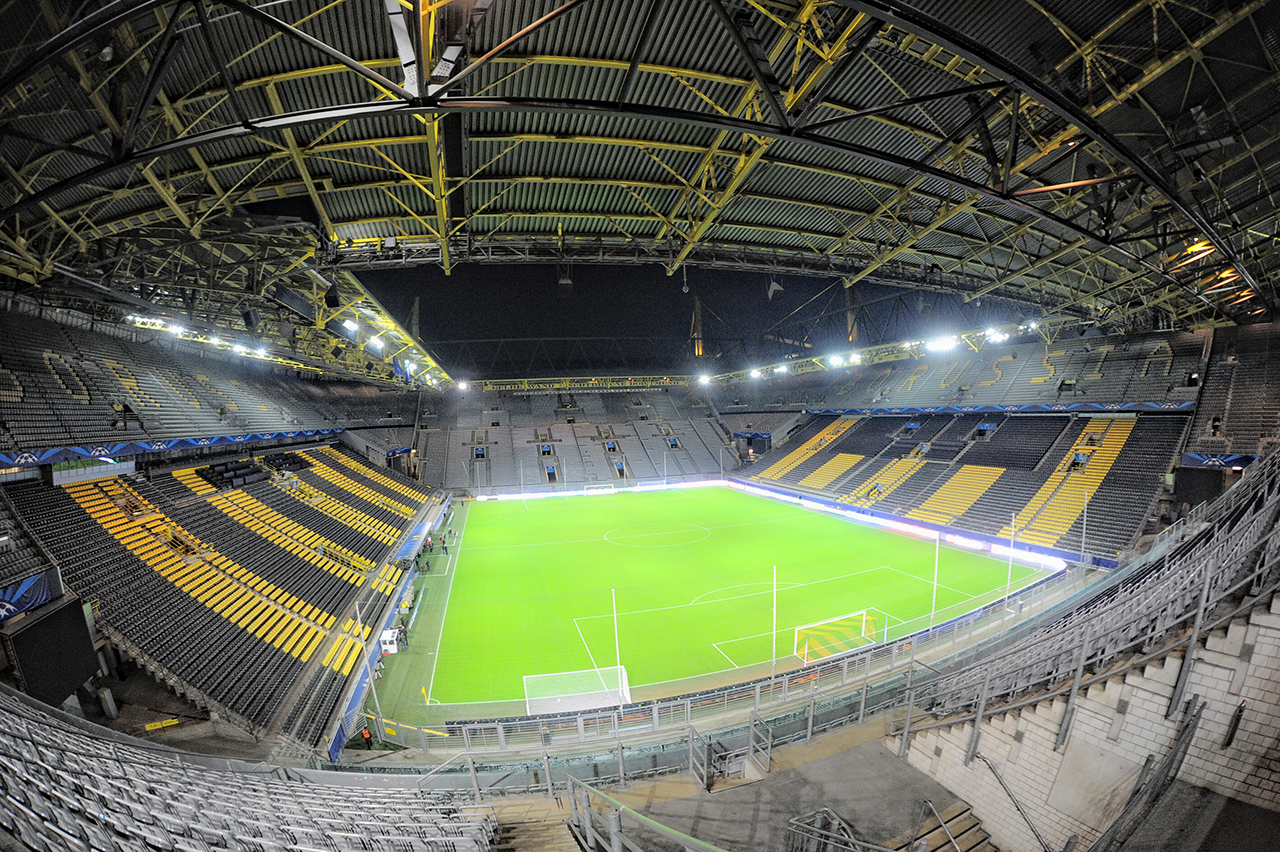
Signal Iduna Park, Dortmund
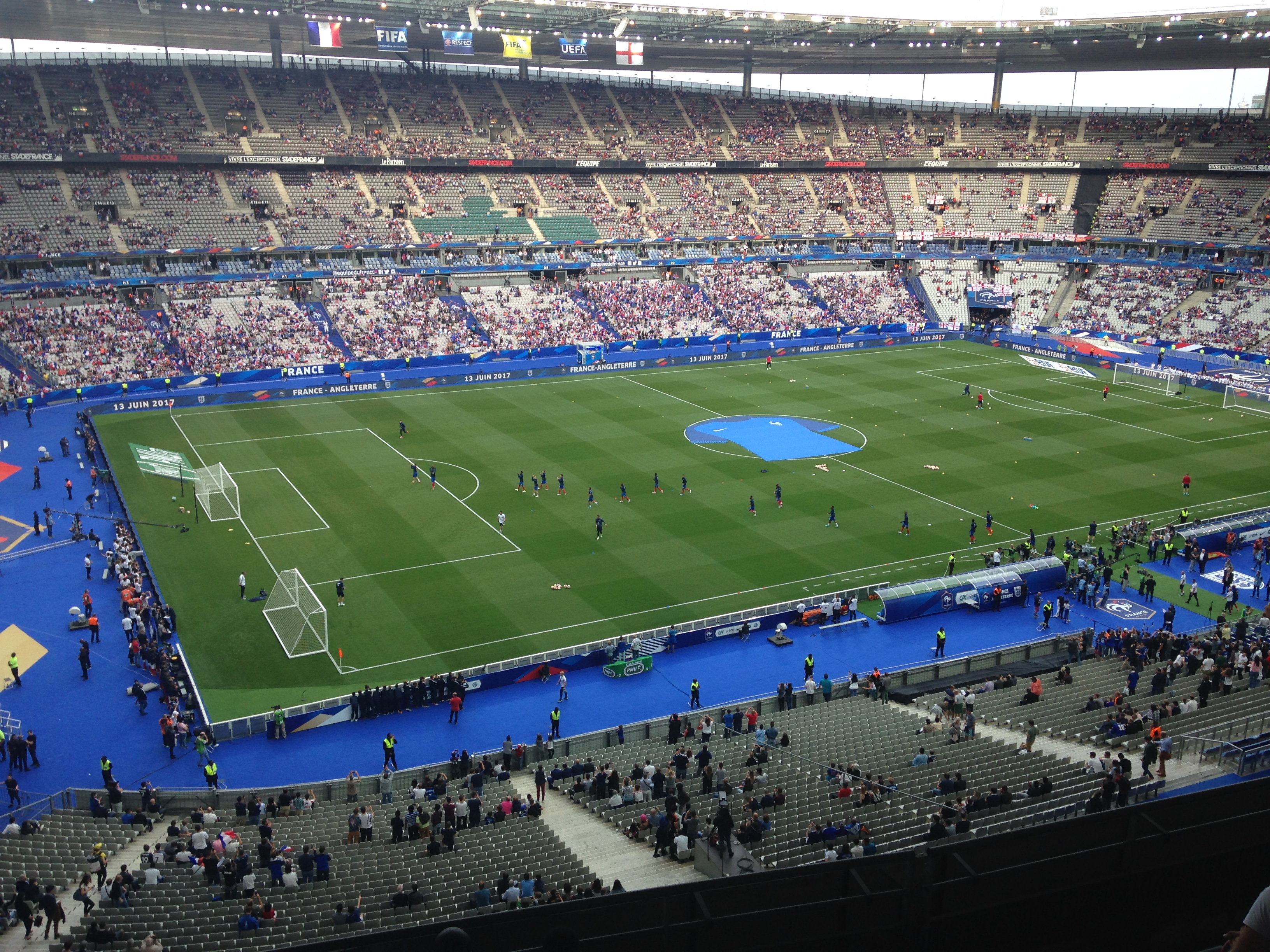
Stade de France, Paris
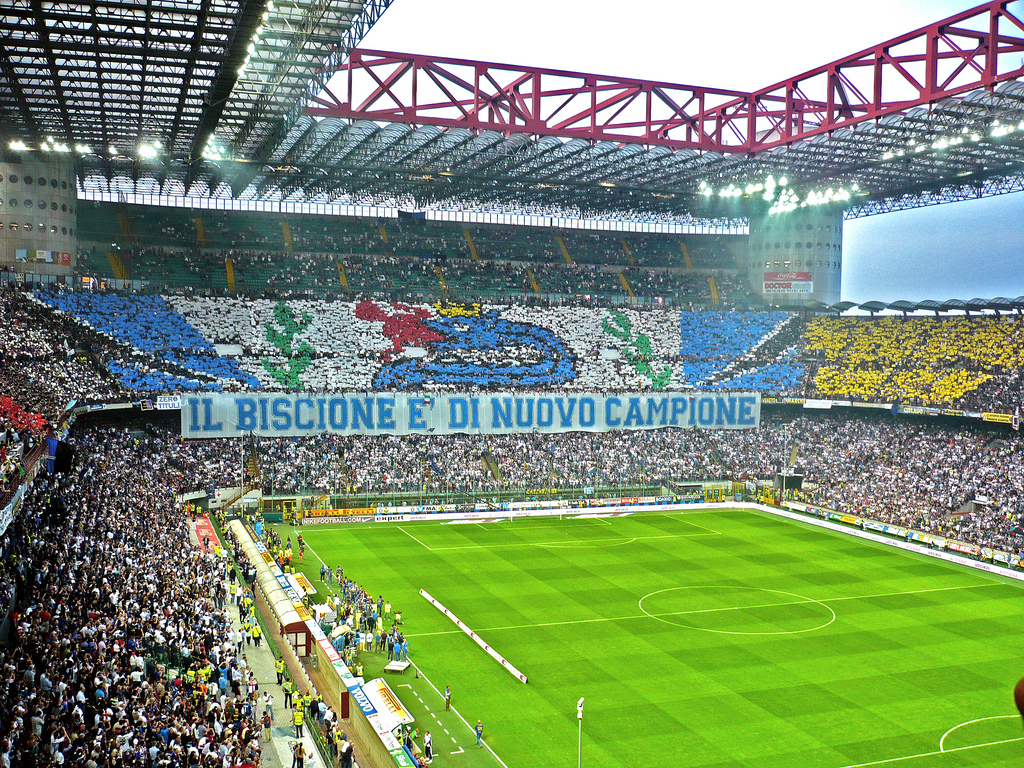
San Siro, Milão
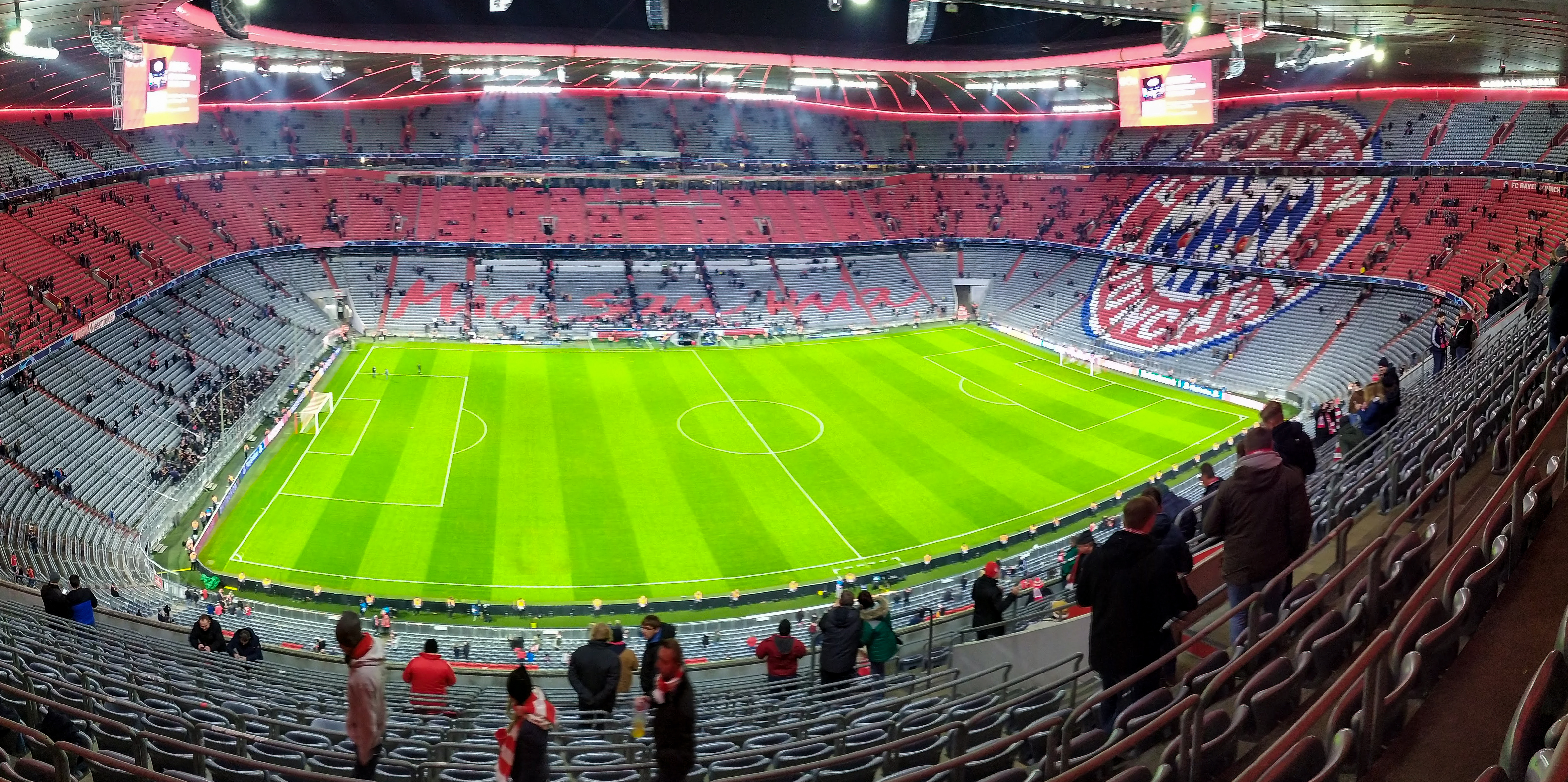
Allianz Arena, Munique
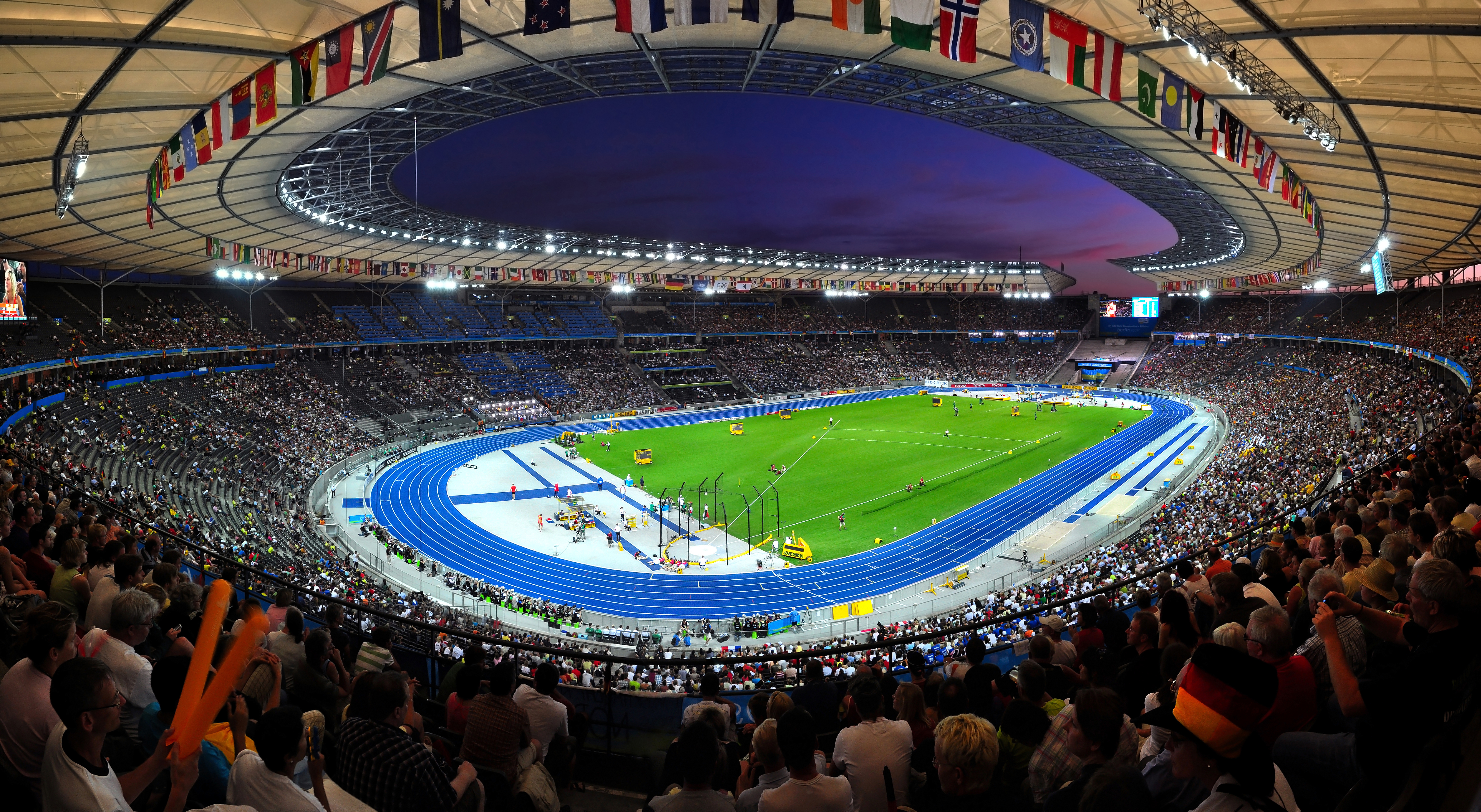
Olympiastadion, Berlim